# 吉印大道駅
吉印大道駅（きちいんだいどうえき）は、中華人民共和国江蘇省南京市南京市江寧区秣陵街道にある、南京地下鉄の駅である。南京地下鉄5号線とS1号線が乗り入れ、両路線の接続駅となっている。

## 歴史
- 2014年7月1日S1号線の駅として開業。
- 2014年3月31日5号線の駅として開業。